# Дев'яткін Андрій Олексійович
Андрій Олексійович Дев'яткін (рос. Андрей Алексеевич Девяткин; нар. 7 жовтня 1980, Москва) — російський шахіст, гросмейстер від 2008 року.

## Шахова кар'єра
Неодноразово брав участь в чемпіонаті Росії серед юніорів у різних вікових категоріях. Норми на звання гросмейстера виконав у таких роках: 2003 (Москва, турнір Аерофлот опен), 2007 (Саратов) і 2008 (Каппель-ла-Гранд). Успіхи в міжнародних турнірах:
- поділив 1-ше місце в Санкт-Петербурзі (2005, разом з Ігорем Захаревичем, Денисом Євсєєвим і Михайлом Бродським),
- поділив 1-ше місце в Саратові (2007, разом з зокрема, Євгеном Томашевским, Денисом Хісматулліним, Сергієм Азаровим і Олексієм Федоровим)
- поділив 1-ше місце в Каппель-ла-Гранд (2008, разом з Вугаром Гашимовим, Давідом Арутюняном, Васіліосом Котроніасом і Юрієм Криворучком),
- поділив 1-ше місце в санкт-Петербурзі (2009, меморіал Михайла Чигоріна, разом з Сергієм Волковим, Чжоу Вейці, Грантом Мелкумяном і Андрієм Ричаговим),
- посів 1-ше місце в Канберрі (2011)[1].

Найвищий рейтинг Ело в кар'єрі мав станом на 1 листопада 2009 року, досягнувши 2608 очок займав тоді 37-ме місце серед російських шахістів.